# Le rane
Le rane (in greco antico: Βάτραχοι?, Bátrachoi) è una commedia teatrale di Aristofane, messa in scena per la prima volta ad Atene, alle Lenee del 405 a.C., dove risultò vincitrice. Fu in seguito replicata, forse l'anno successivo (fatto alquanto atipico per quei tempi), per il suo valore artistico e sociale.

## Trama
Dioniso, dio del teatro, decide di raggiungere l'Ade per riportare in vita Euripide, morto, insieme a Sofocle nel 406 a.C., pochi mesi prima che la commedia di Aristofane fosse rappresentata. Il motivo della catabasi infernale risiede nel fatto che i tragediografi più giovani non hanno la stessa creatività e lo stesso genio e, di conseguenza, riportare Euripide in vita è l'unico modo per salvare la tragedia dal declino.
All'inizio della commedia, Dioniso e il suo servo Xantia chiedono a Eracle quale sia la strada più rapida per giungere all'Ade; quest'ultimo, dopo qualche presa in giro, risponde che è necessario attraversare una palude, l'Acheronte. Al loro arrivo, il nocchiero Caronte fa salire Dioniso sulla  barca per traghettarlo sull'altra riva, mentre Xantia è costretto a girare intorno alla palude a piedi. Durante la traversata, Dioniso e Caronte incontrano le rane (Caronte le chiama rane-cigni), che fanno sentire il loro gracidare: brekekekex koax koax. Esse intonano un canto in onore di Dioniso, ma senza accorgersi che il dio è proprio lì con loro. Dioniso è presto infastidito dal loro canto e protesta, ma le rane continuano, non riconoscendolo nemmeno. Tuttavia, quando il dio imita il loro verso, esse si zittiscono.
Alla fine Dioniso e Xantia si rivedono alle soglie dell'Ade, dove incontrano un gruppo di anime, gli iniziati ai culti misterici, che cantano in onore di Iacco. Poco dopo i due incontrano Eaco, che scambia Dioniso per Eracle (il primo infatti si era vestito a imitazione del secondo) e comincia a insultarlo e minacciarlo. Eaco era infatti furioso nei confronti di Eracle, che aveva rubato il suo cane Cerbero. Spaventato, il dio scambia i suoi abiti con Xantia, che è meno impaurito del suo padrone. I due vengono entrambi frustati, ma alla fine l'equivoco è chiarito.
Euripide viene finalmente rintracciato, mentre è nel mezzo di un litigio con Eschilo a proposito di chi meriti di sedere sul trono di miglior tragediografo di tutti i tempi: ognuno dei due ritiene sé stesso il migliore. Comincia allora una gara, con Dioniso come giudice: i due autori citano a turno versi delle loro tragedie, e tentano di sminuire quelli del contendente. Alla fine viene portata in scena una bilancia e ognuno dei due autori viene invitato a recitare alcuni suoi versi; la citazione che "pesa" di più (ed è dunque migliore) farà pendere la bilancia in favore del proprio autore. Eschilo esce vincitore da questa gara, ma a quel punto Dioniso, che inizialmente intendeva riportare in vita Euripide, non sa più a chi sia meglio concedere questo onore. Decide di  scegliere l'autore che darà il miglior consiglio su come salvare Atene dal declino. Euripide dà una risposta generica e poco comprensibile ("Se adesso va tutto male, forse facendo tutto il contrario ce la caveremo"), mentre Eschilo dà un consiglio più pratico ("Le navi sono le vere risorse"). Così,  alla fine, Dioniso decide di riportare in vita Eschilo, che, prima di lasciarequel luogo, affida al dio Ade il compito di riservare il trono di miglior tragediografo a Sofocle, raccomandandogli di non lasciarlo mai a Euripide.

## Commento

### Atene in quegli anni
Nelle Rane si fa più volte riferimento a questo episodio (vedi ad es. vv. 190-192 e 693-694).
Nel 405 a.C. Atene stava attraversando uno dei periodi più difficili della sua storia: la guerra del Peloponneso stava per finire, e la polis era sul punto di perdere la sua supremazia sul mondo greco (soltanto un anno dopo, infatti, Atene si sarebbe arresa a Sparta). Per questo motivo, la città viveva una situazione di forti tensioni interne, poiché varie fazioni si combattevano per ottenere il potere: nel 411 a.C. la forma di governo democratica venne abbandonata e sostituita da un'oligarchia, ma appena un paio d'anni dopo gli oligarchi persero l'autorità e venne restaurata la democrazia. Era un periodo molto incerto e difficile, anche perché nessuno poteva prevedere quale sarebbe stato il destino di Atene se la città fosse uscita sconfitta dalla guerra.
Inoltre, i due più grandi tragediografi ancora in vita, Sofocle ed Euripide, erano entrambi morti nel 406 a.C., sicché sembrava che per Atene il futuro non sarebbe più stato luminoso come il passato, in campo sia militare sia teatrale. In quest'atmosfera Aristofane scrive una commedia profondamente nostalgica, in cui riportare in vita i morti è l'unico modo per ridare ad Atene gli splendori del passato.

### La salvezza di Atene
Le rane è piena di riferimenti a questa difficile situazione, tanto che il viaggio di Dioniso, che inizialmente è descritto come un tentativo di salvare la tragedia, con il progredire della vicenda diventa anche un tentativo di salvare Atene. Al suo apparire, il coro degli iniziati ai culti misterici canta:
(Le rane, vv. 354, 358-361)
La decadenza di Atene è così evidente che gli iniziati chiamano gli ateniesi "i morti di lassù", sperano che nessuno sarà privato dei diritti civili e affermano che la città è caduta nelle mani di persone malvagie e poco affidabili:
(Ivi, vv. 727-733)
Il viaggio di Dioniso assume dunque questa doppia valenza di possibilità di salvezza per il teatro e per Atene, ed è lo stesso Dioniso a dirlo:
(Ivi, vv. 1417-1419)
Ma perché un poeta dovrebbe essere preferito ad altre persone, nell'ottica della salvezza della città? Risponde Euripide:
(Ivi, vv. 1008-1009)
In altre parole, Aristofane vuole affermare che la città per salvarsi deve essere gestita da persone oneste e corrette, e la tragedia concorre proprio a creare questo tipo di persone.

### La sfida tra Eschilo ed Euripide
Una volta che Euripide è stato rintracciato, la parte restante della commedia è una sfida tra questi ed Eschilo per decidere chi sia il miglior tragediografo di tutti i tempi, con Dioniso nei panni di giudice. I due autori cominciano allora a canzonarsi l'un l'altro, mettendo in luce i propri meriti e i difetti dell'avversario. Il risultato è una sorta di critica letteraria in chiave comica, dove molte delle caratteristiche principali dei due autori sono analizzate con attenzione. È tuttavia evidente la preferenza di Aristofane per Eschilo: l'innovatore Euripide è senz'altro più bersagliato.
La prima parte della sfida ha ancora una volta come oggetto la pericolosa situazione di Atene. Quando Euripide critica lo stile complesso e talvolta oscuro di Eschilo, quest'ultimo risponde che attraverso le sue tragedie, per esempio I sette contro Tebe o I Persiani, ha dato il suo contributo a formare dei buoni cittadini, mentre Euripide, mettendo in scena personaggi che erano non modelli di virtù, ma figure dotate sì di pregi, ma anche di grandi difetti, ha contribuito alla decadenza della città.
(Le rane, vv. 1053-1056)
Questo, d'altro canto, è un problema ancora molto sentito al giorno d'oggi: descrivere il male è un modo per insegnarlo, o è un modo per indurre gli spettatori a riflettere?
Finita la parte dedicata ad Atene, comincia un'analisi dei prologhi dei due autori, ed Euripide prende in giro Eschilo per il suo stile retorico e pieno di ripetizioni:
(Ivi, vv. 1152-1157)

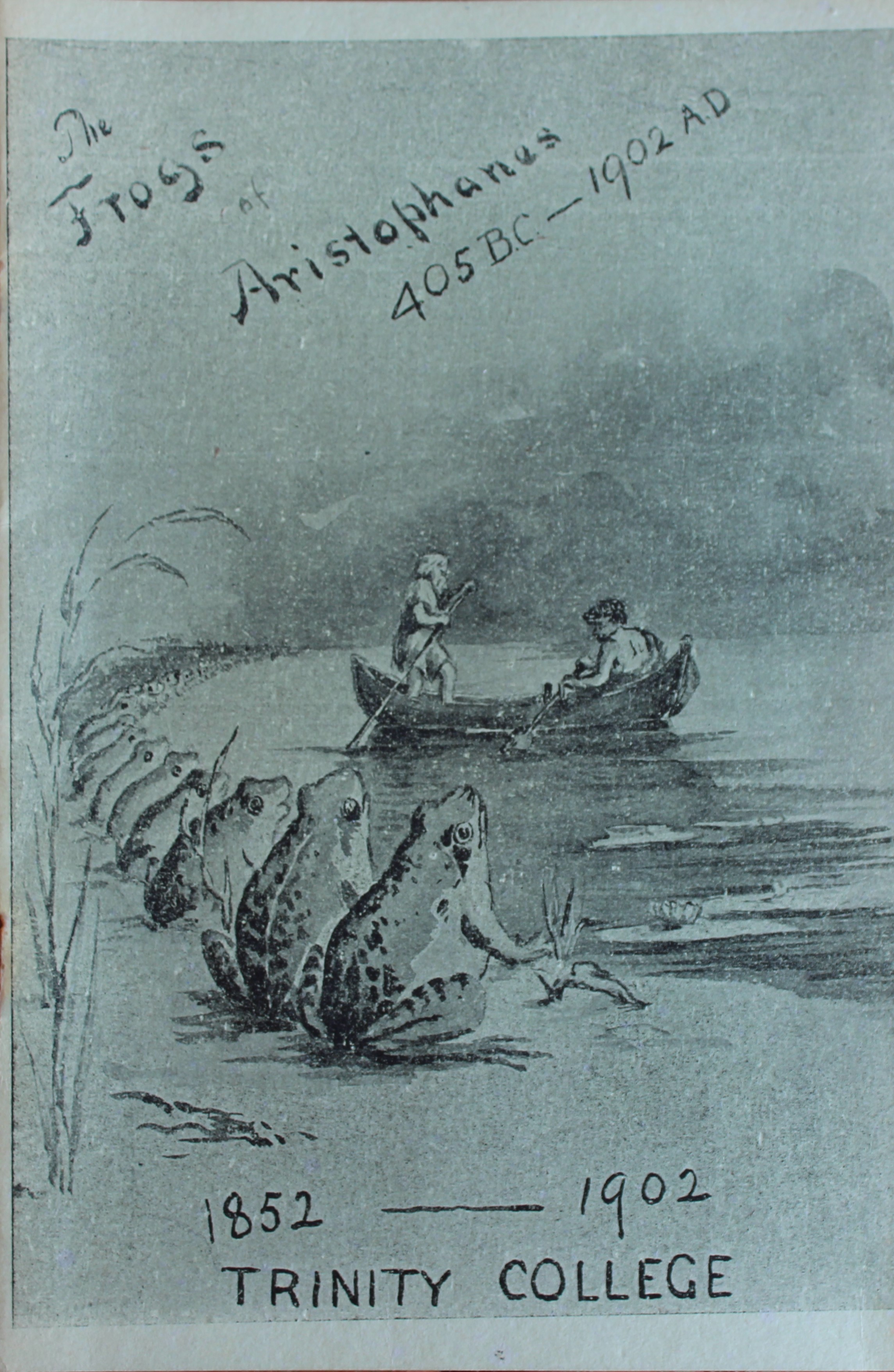
Locandina di una messa in scena delle Rane (Toronto, 1902).

Quando è il turno di Eschilo di criticare i prologhi di Euripide, il primo mostra che i versi del secondo sono prevedibili e la loro metrica è spesso identica. Infatti tali versi possono sempre concludersi con la strana espressione "perse la boccetta".
(Ivi, vv. 1225-1226, 1232-1233, 1240-1241)
I due autori citano numerose altre tragedie, finché alla fine Dioniso fa la sua scelta, decidendo di riportare in vita Eschilo. La scelta del dio è in effetti anche quella di Aristofane, che preferiva le opere tradizionali di Eschilo e Frinico a quelle dell'innovatore Euripide. Tale preferenza è peraltro evidente nelle Rane già prima della gara tra i due tragediografi. Infatti, all'inizio della commedia, quando Dioniso dice ad Eracle di voler riportare in vita Euripide, ecco cosa ribatte il secondo:
(Ivi, vv. 103-105)
Quando poi Dioniso e Caronte incontrano le rane, succede qualcosa di strano: gli anfibi cantano in onore di Dioniso, ma quando lo vedono non lo riconoscono neanche e lo considerano solo un seccatore. È probabile che ciò avvenga perché, amando Euripide, Dioniso sta tradendo il suo ruolo di dio del teatro, sicché anche le creature che lo amano non lo riconoscono.

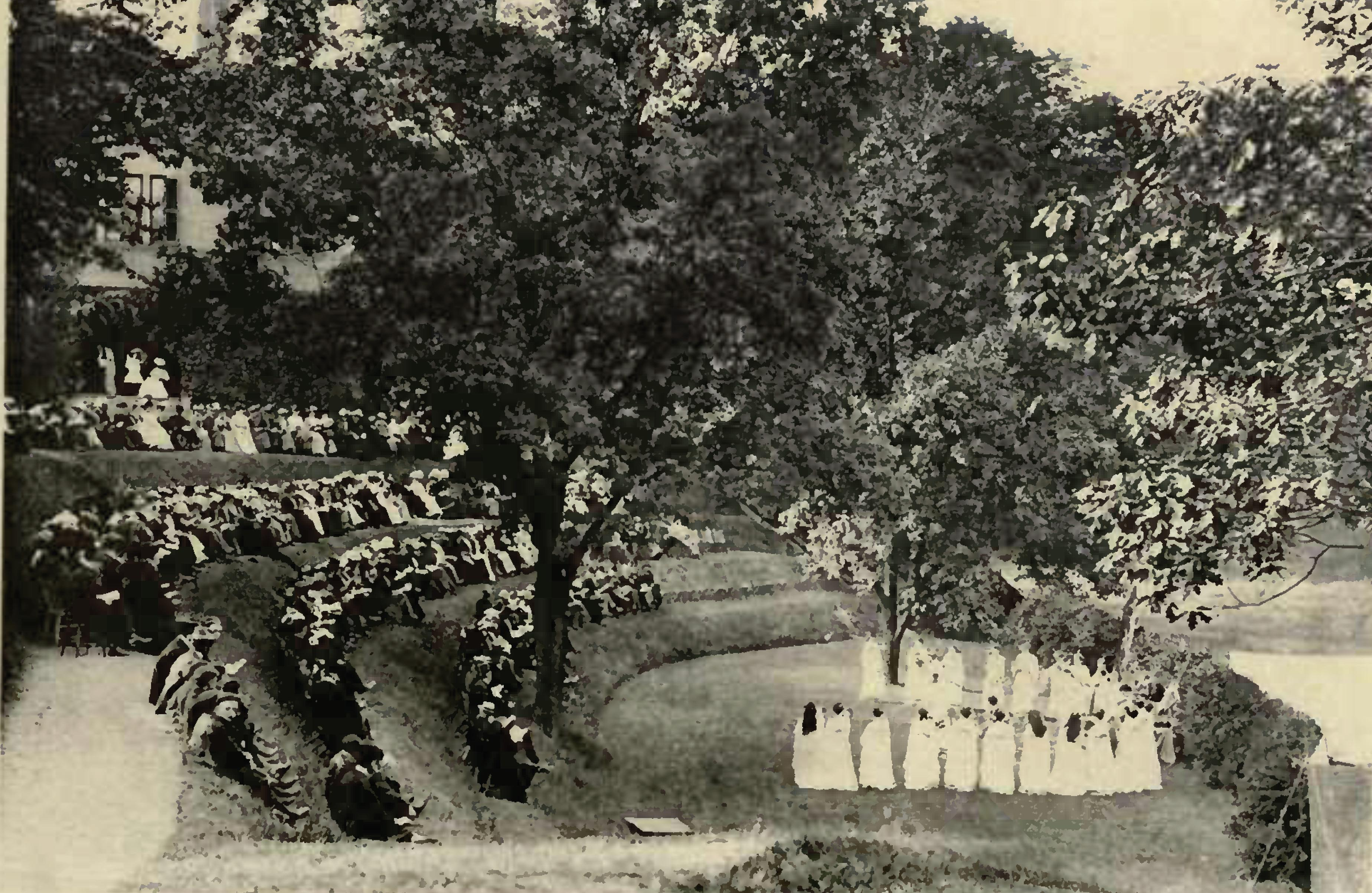
Rappresentazione delle Rane. In scena, il coro degli iniziati (Trinity College, Toronto, 1902).

### Il potere della poesia
Il titolo della commedia, Le rane, è sempre stato considerato alquanto atipico. L'incontro di Dioniso con le rane, coro secondario della commedia, che cantano il loro amore per la poesia, è un singolo episodio che non lascia tracce nel prosieguo della storia, perché dunque dare l'onore del titolo ai simpatici anfibi? Sono state date molte spiegazioni, spesso in contraddizione le une con le altre. Un punto di vista interessante e prudente è che capita spesso, nelle opere teatrali ma anche nei romanzi e in ogni scritto in cui si racconti una storia, che un episodio, per quanto poco importante, diventi un simbolo dell'intera vicenda. Il significato degli eventi si cristallizza su questo simbolo, che acquista così importanza a prescindere da quanto spazio abbia effettivamente. Se questo è successo, almeno parzialmente, nelle Rane, allora gli anfibi (che sono in effetti rane-cigni dalla voce meravigliosa) appaiono simboleggiare il valore ed il potere della poesia, poiché proprio su questo è incentrato il loro canto e il loro breve dialogo con Dioniso. E come abbiamo visto poc'anzi questo potere può, secondo la visione ideale di Aristofane, persino portare la salvezza alla città di Atene.

### Il coro e i Misteri eleusini

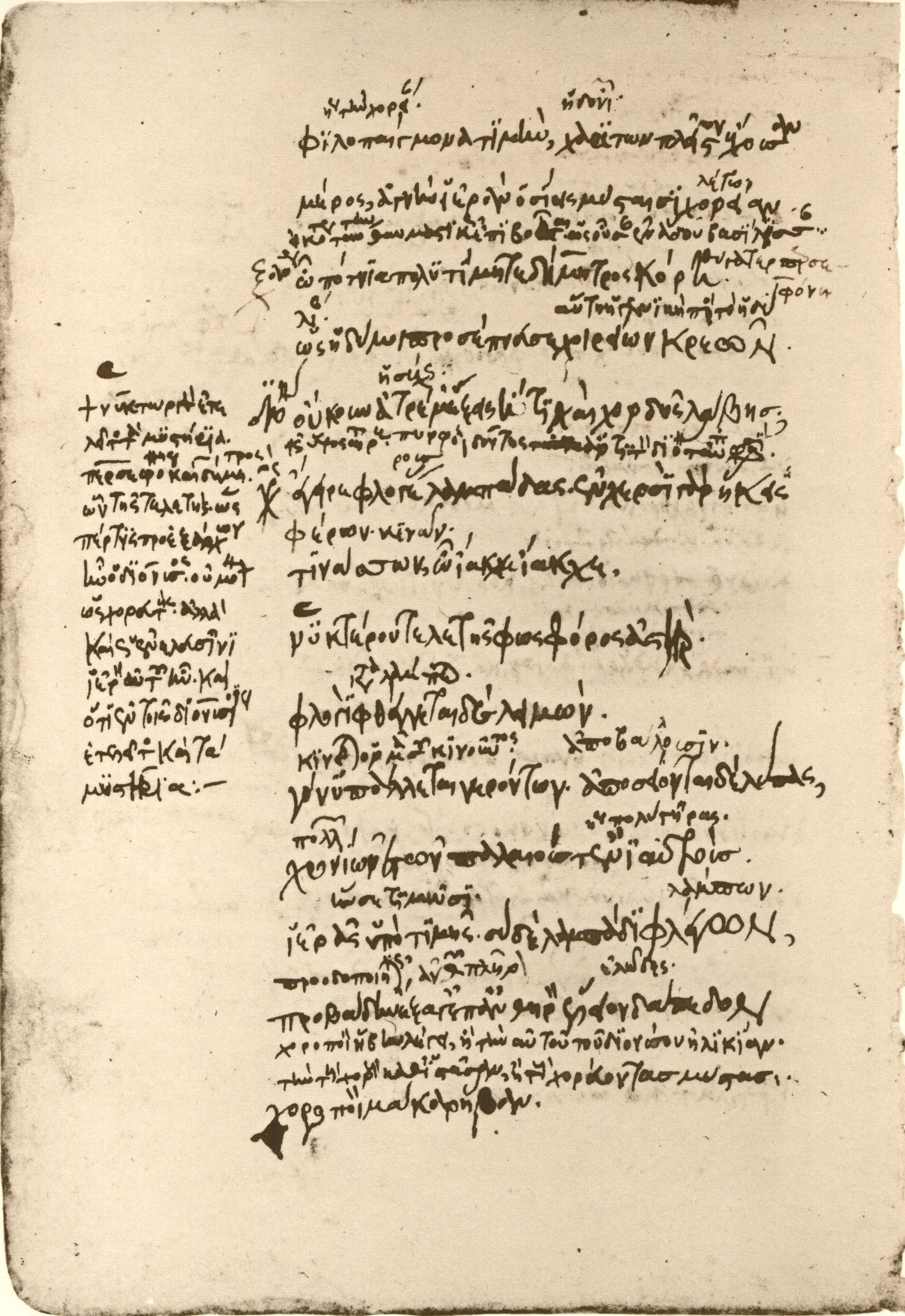
Manoscritto delle Rane con scolii (Biblioteca apostolica vaticana, 1362)

Il coro principale della commedia è composto di iniziati ai culti misterici, e anche se non viene detto esplicitamente quali siano tali culti, è evidente che il riferimento è ai Misteri eleusini, la religione misterica più diffusa e rinomata della Grecia classica. Tali Misteri erano legati alle dee Demetra e Kore; la loro origine risale al 1600 a.C. circa, e il loro obiettivo era di elevare l'uomo sopra la sfera umana verso quella divina, e di assicurare la sua redenzione, promettendo poteri divini e ricompense nell'aldilà, oltre che felicità e benessere durante la vita.
(Marco Tullio Cicerone, De legibus; libro 2, par. 36)
Questo scritto di Marco Tullio Cicerone riassume bene la reputazione e la fama che i Misteri eleusini acquisirono all'interno e all'esterno del mondo greco. Nelle Rane, è il coro degli iniziati a cantare i testi più strettamente connessi all'attualità, nonché a stigmatizzare la situazione sociale ed i problemi di Atene, auspicando una rapida soluzione; questo poiché, proprio in quanto iniziati, essi hanno un buon trattamento nell'Ade, una relazione più stretta con gli dei e una maggiore saggezza nel vedere i problemi dei vivi.

## Rappresentazioni significative
- Nel 2017 e nel 2018 la commedia è stata rappresentata al teatro greco di Siracusa con la regia di Giorgio Barberio Corsetti; nel cast spicca una coppia comica molto popolare, Ficarra e Picone, rispettivamente nei panni di Dioniso e Xantia. Il 1º settembre 2018 una rappresentazione è stata trasmessa in prima serata su Rai1, ottenendo quasi due milioni di telespettatori.[17]